# Nederschelde

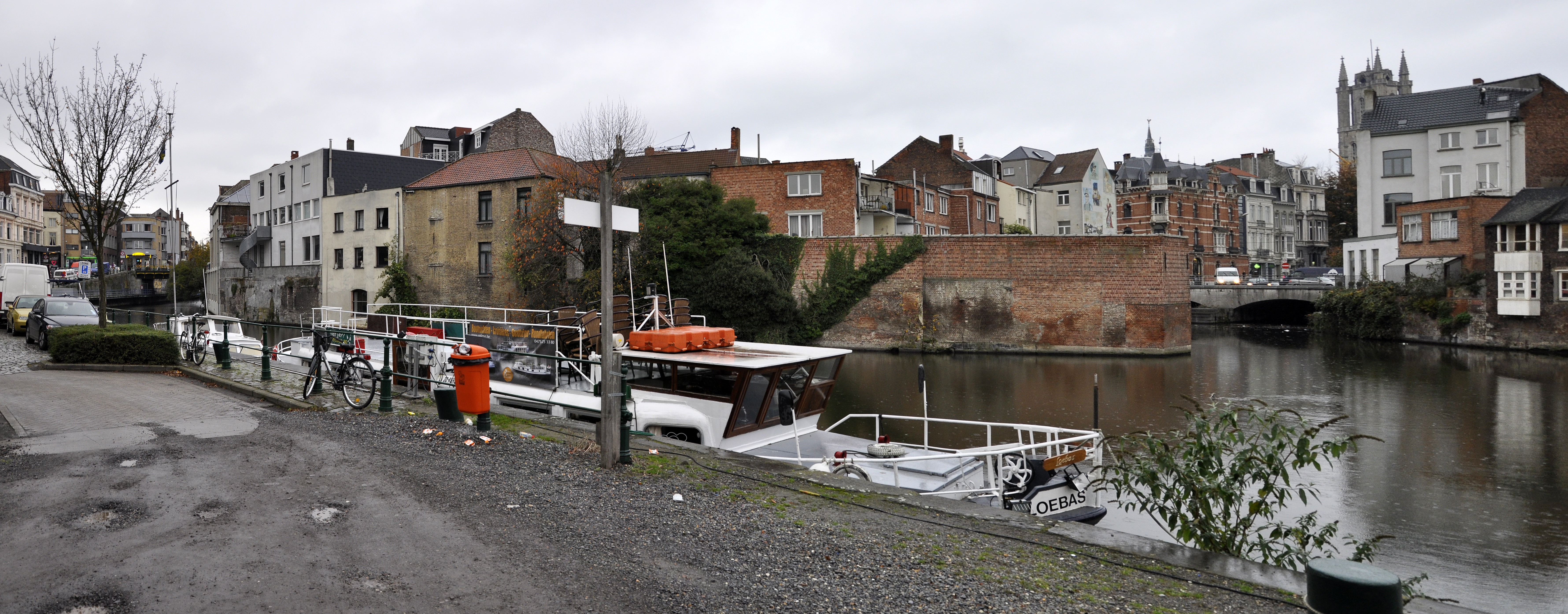
Gezicht vanaf de Waalse Krook; links de Ketelvaart die uitmondt in de Nederschelde met de voormalige Braemgaten van de Watermolenbrug op de Brabantdam in de achtergrond (november 2010)

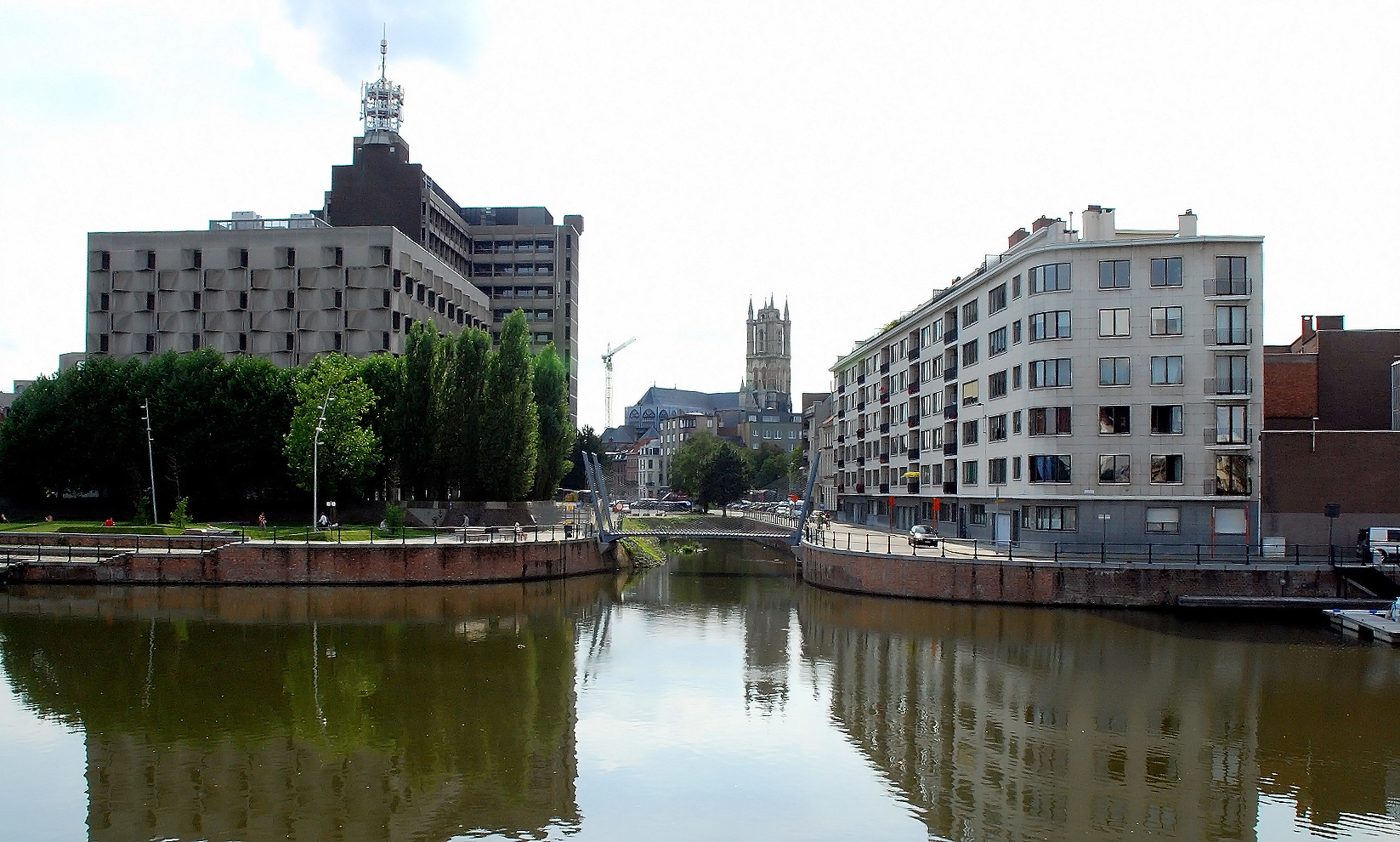
Gezicht vanaf Portus Ganda (augustus 2008)

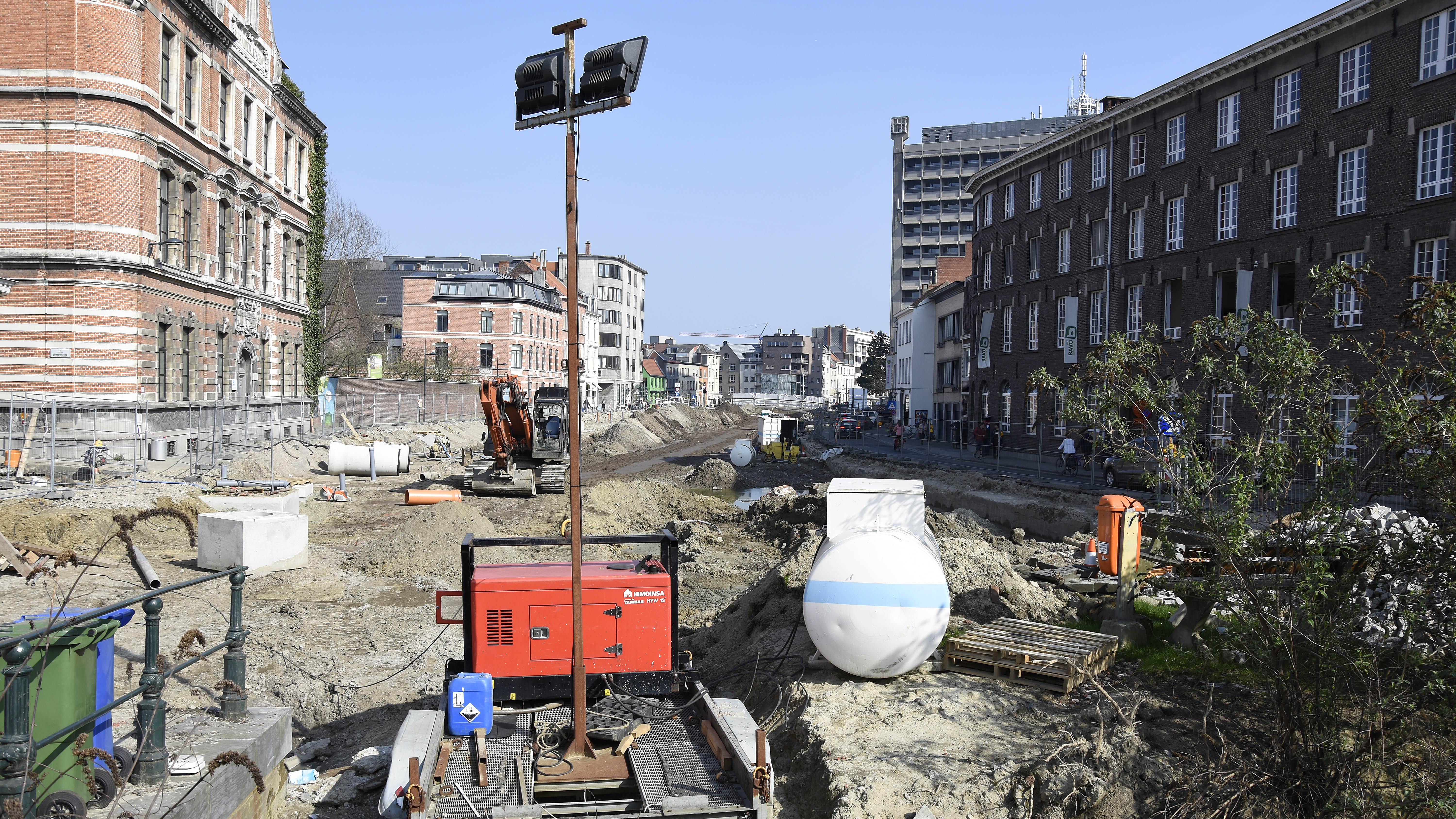
De situatie op 16 maart 2017 van de Nederschelde

De Nederschelde is de historische loop van de Schelde doorheen de Gentse binnenstad.
In modern spraakgebruik, ook de Reep genoemd, bedoelt men meestal enkel het gedeelte van de Schelde tussen de Ketelvaart aan de Waalse Krook en de plaats waar historisch de samenvloeiing van de Leie en de Schelde is, nu Portus Ganda.
In historische betekenis is de Nederschelde (ook Neerschelde genoemd) langer, en loopt hij vanaf deze samenvloeiing verder naar het zuiden (ten westen van Heirnis en het toenmalige Spaans Kasteel, en ten oosten van het Klein Begijnhof Ter Hoye). Dit bochtig stuk Nederschelde werd in 1751 rechtgetrokken (en heet daar nu Achtervisserij). Net ten oosten hiervan werd in 1752 een kanaal (Visserij(vaart) of Rommelwater) gegraven, dat de functie voor de scheepvaart en de industrie overnam. Het stuk Schelde dat verderop richting oosten loopt, langs de Vlaamsekaai richting Gentbruggesluis, wordt eveneens Nederschelde genoemd.
Het stuk rivier vanaf de bron tot in Gent is de Bovenschelde waarvan een gedeelte in Gent de Muinkschelde wordt genoemd. Vanaf de sluis in Gentbrugge en verder stroomafwaarts waar de getijdewerking zichtbaar is, noemt men de waterloop de Zeeschelde.

## Dempen van de Nederschelde (1960)
Door de aanleg van de Ringvaart rond Gent en het daaropvolgende verdwijnen van de scheepvaart uit Gent en door geurhinder werd in de jaren 1960 besloten om het gedeelte tussen het Bisdomplein en de Nieuwbrugkaai te dempen en er parkeerruimte van te maken waardoor de samenvloeiing van Leie en Schelde naar de Ringvaart werd verlegd en in de Gentse binnenstad werd verbroken.

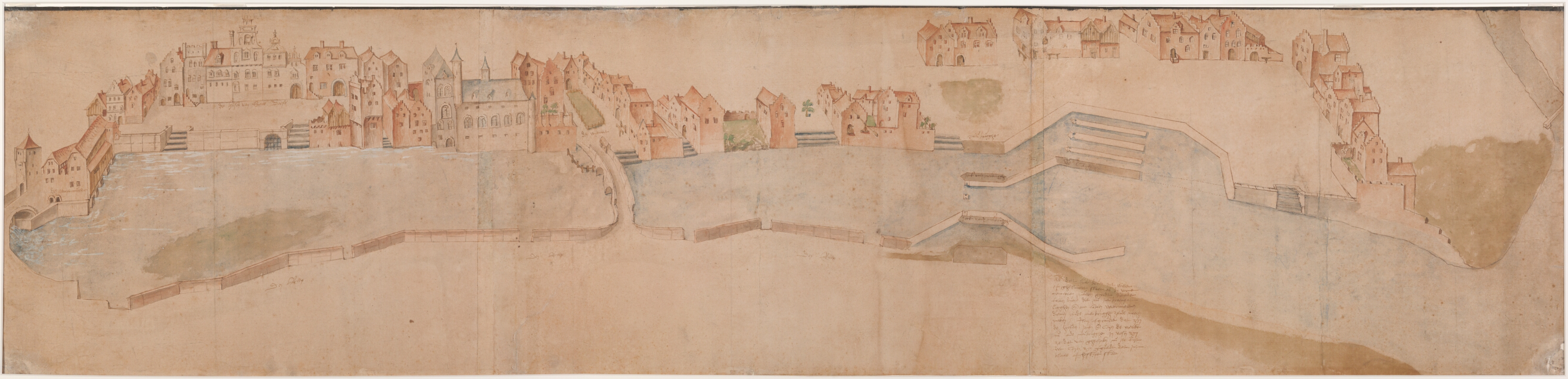
Zestiende-eeuwse tekening van de Reep te Gent.

## Project Heropening Nederschelde (2002-2018)
Aan het einde van de 20e eeuw vond men het dichtgooien van dergelijke waterwegen een fout. Geurhinder was niet langer relevant, omdat de grote collectorwerken voor een sterke waterkwaliteitsverbetering gezorgd hebben. Men is daarom in 2002 begonnen met het heropenen van deze waterweg, de heraanleg van de Portus Ganda-omgeving en het herstel van de historische samenvloeiing van Schelde en Leie. Hiervoor dienden drie bruggen en een sluis gebouwd te worden. Het project is een onderdeel van het project Water in Historic City Centres.

### Nieuwe bruggen over de Nederschelde
- de Wijdenaardbrug (wijden aard of brede aanlegplaats): tussen het Bisdomplein en de Reep (opgeleverd voorjaar 2007)
- de Nieuwbrug: tussen de Keizer Karelstraat en de Sint-Jacobsnieuwstraat (opgeleverd eind 2007)
- de Bavobrug: een voetgangers- en fietsbrug aan de samenvloeiing van Leie en Schelde tussen de Veerkaai en de Nieuwbrugkaai (opgeleverd zomer 2007)

### Scaldissluis
Op 22 september 2010 werd gestart met de bouw van de Scaldissluis aan de Oude Beestenmarkt. Deze sluis is noodzakelijk omdat het waterpeil van de Nederschelde, en de overige waterlopen in het Gentse stadscentrum, ongeveer 1,2 m hoger ligt dan het water aan de Nieuwbrugkaai en Portus Ganda. De Scaldissluis werd opgeleverd in de zomer van 2012, waardoor het eigenlijke open graven van de (Neder)Schelde mogelijk werd.

### Heropening
Op 4 maart 2013 werd van gestart gegaan met de voorlaatste fase van het project; de herinrichting van de Oude Beestenmarkt en omgeving. Deze werken werden opgeleverd tegen de zomer van 2013. Het totale project had ondertussen al enkele jaren vertraging opgelopen. Na een ludieke actie van enkele Gentenaars begin 2014, werd gemeld dat de allerlaatste werf van het project later dat jaar zou worden aanbesteed: de eigenlijke openlegging van de Nederschelde tussen de Reep, vanaf de Wijdenaardbrug, en de Nieuwbrugkaai ter hoogte van de Scaldissluis. De werken hiervoor zouden dan starten in het najaar van 2014 en tegen het najaar van 2015 afgerond zijn, maar uiteindelijk zou de heropening van de Nederschelde, en dus ook de historische samenvloeiing van Schelde en Leie, voltooid worden in het najaar 2018. De start van het openleggen van de Reep startte op 4 november 2016. Het project heeft dus zo'n 16 jaar geduurd.
Op 24 september 2018 werd het laatste beetje grond in de Reep tussen de Schelde en de Leie weggegraven, waarmee de samenvloeiing van beide rivieren opnieuw een feit was. De kostprijs van de werken bedroeg 3.500.000 euro, waarvan 2.500.000 euro door De Vlaamse Waterweg nv, 500.000 euro door FARYS en 500.000 euro door de stad Gent betaald werden.
In 2018 werd er een standbeeld van Willem I ingehuldigd.

## Trivia
Reep is eveneens de naam van een straat langs de Nederschelde.

## Foto's

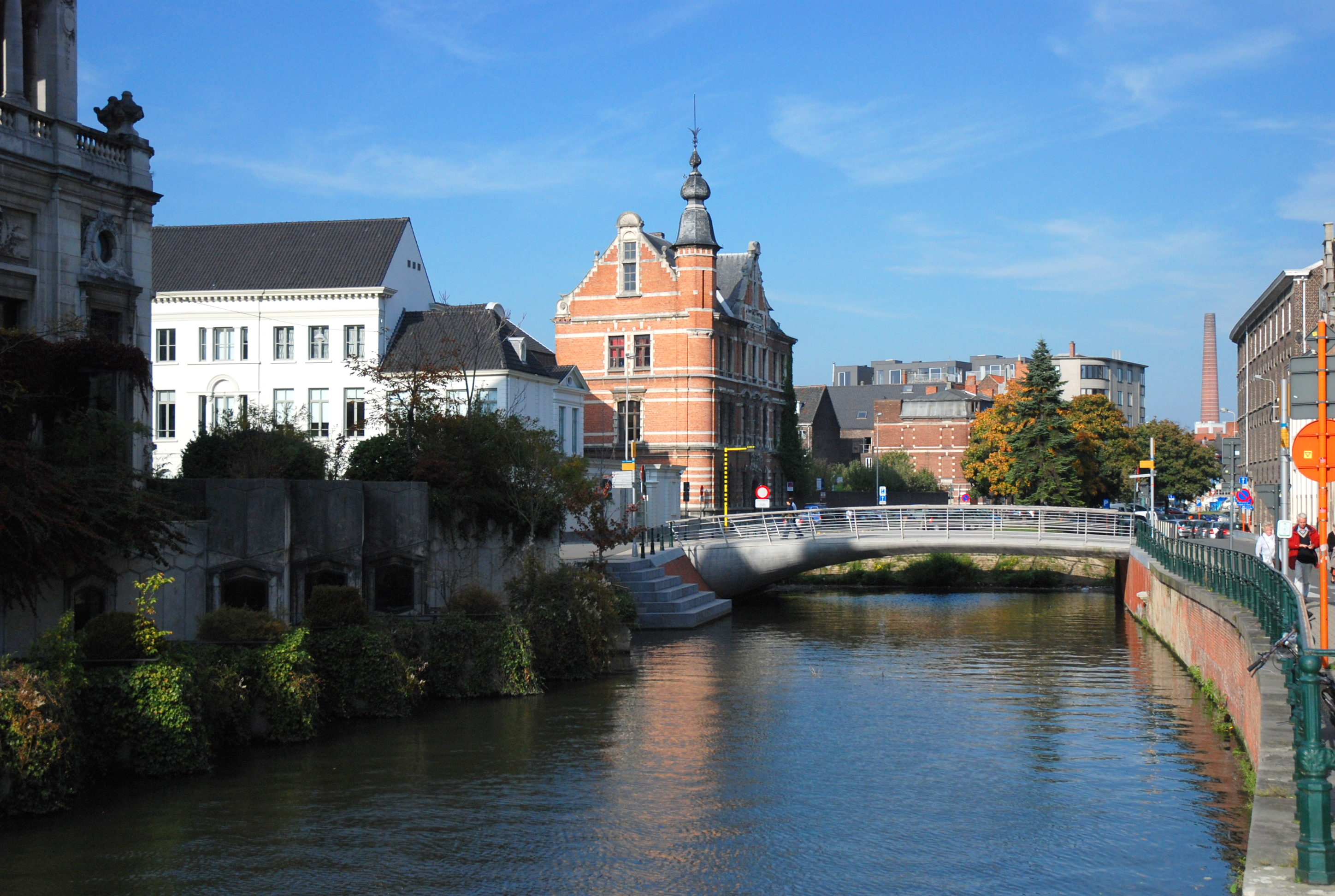
De Wijdenaardbrug ter vervanging van de verdwenen brug met dezelfde naam - situatie 2008
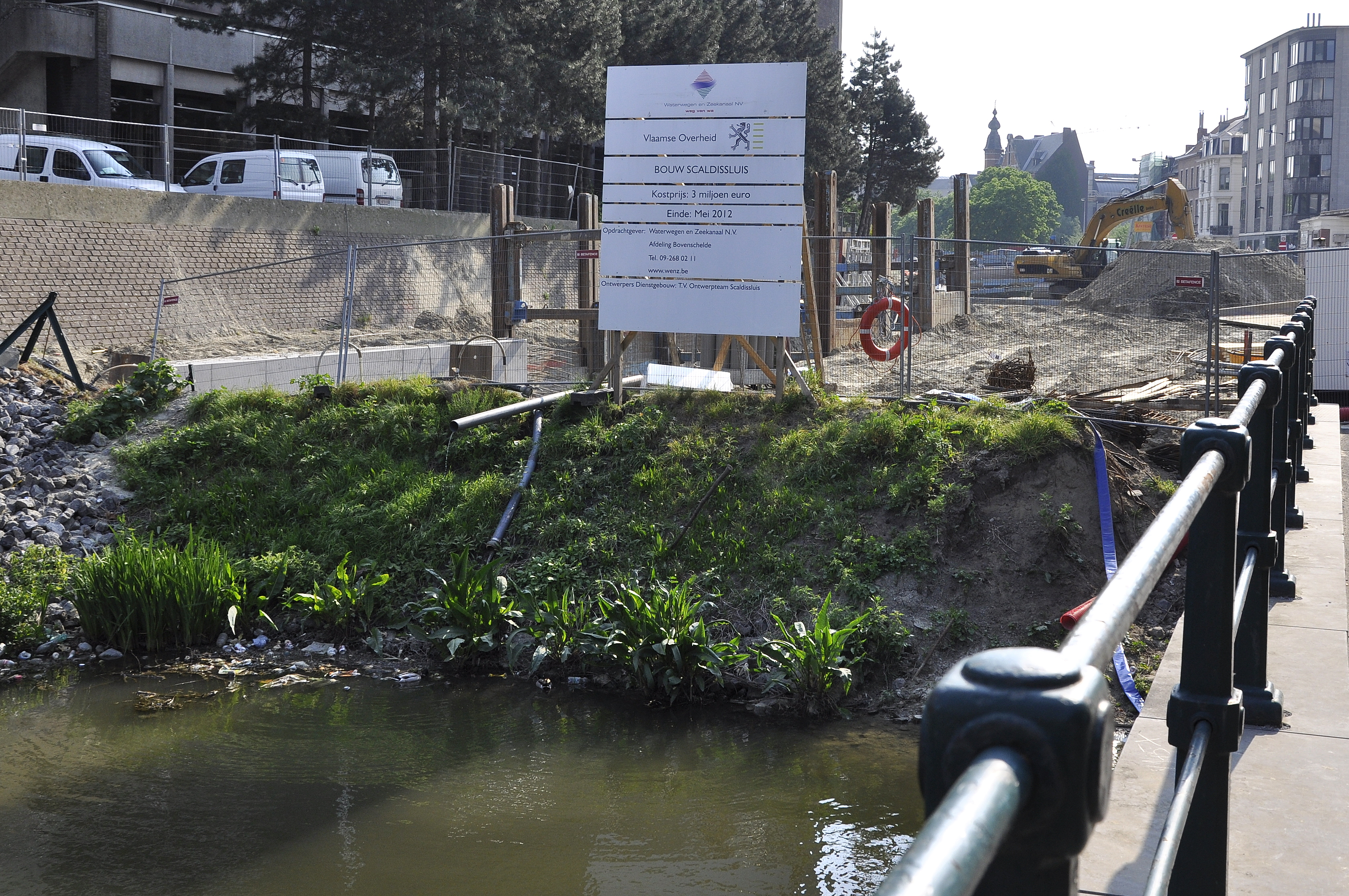
De Scaldissluis in aanbouw - situatie april 2011
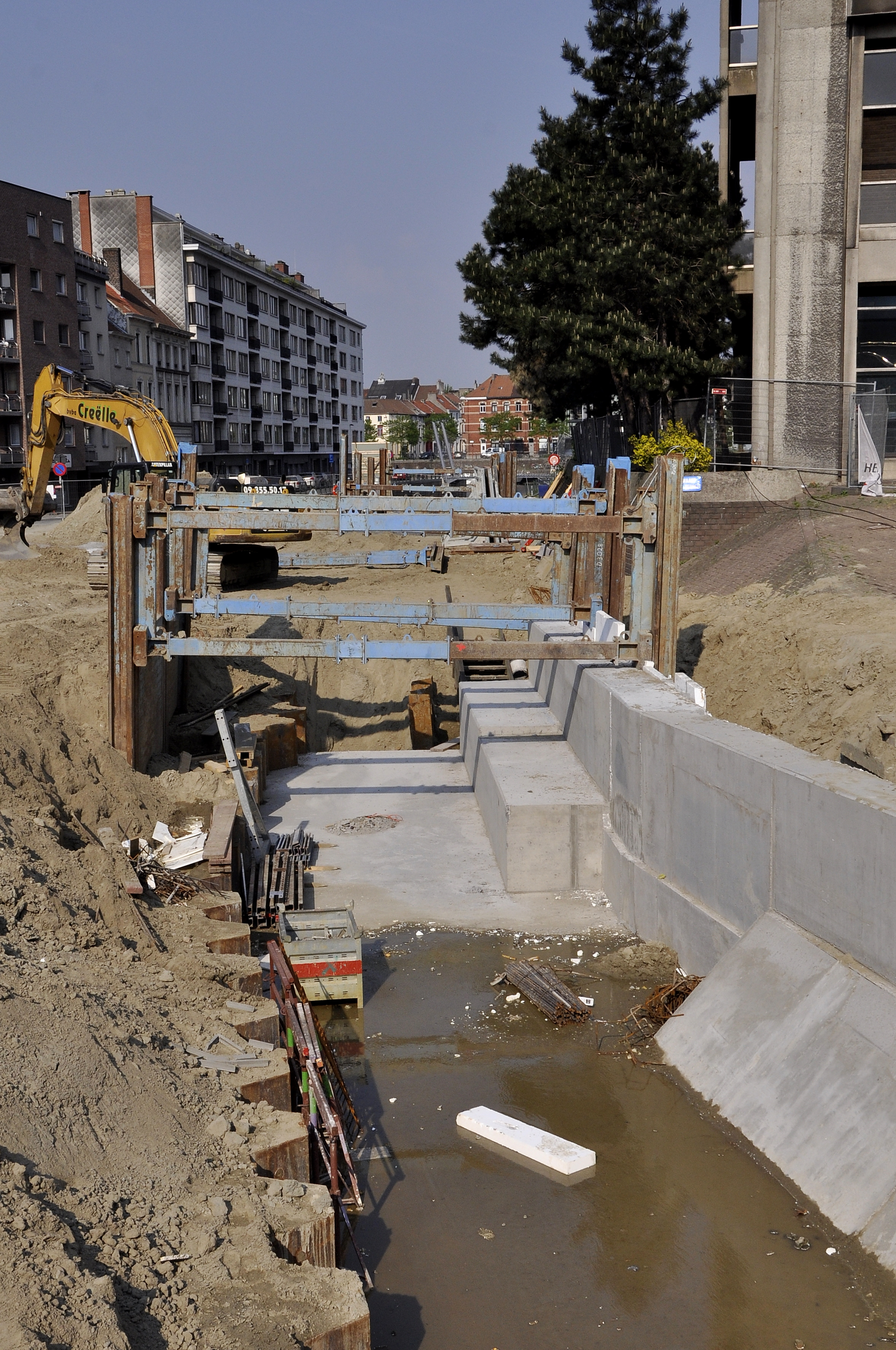
De Scaldissluis vanaf de Nieuwbrug - situatie april 2011